# Copa Telmex 2009 - Qualificazioni singolare
Le qualificazioni del singolare  del Copa Telmex 2009 sono state un torneo di tennis preliminare per accedere alla fase finale della manifestazione. I vincitori dell'ultimo turno sono entrati di diritto nel tabellone principale. In caso di ritiro di uno o più giocatori aventi diritto a questi sono subentrati i lucky loser, ossia i giocatori che hanno perso nell'ultimo turno ma che avevano una classifica più alta rispetto agli altri partecipanti che avevano comunque perso nel turno finale.
Le qualificazioni del Copa Telmex  2009 prevedevano 32 partecipanti di cui 4 sono entrati nel tabellone principale.

## Teste di serie
1. Assente
2. Sergio Roitman (primo turno)
3. Máximo González (Qualificato)
4. Daniel Köllerer (ultimo turno)

1. Rubén Ramírez Hidalgo (secondo turno)
2. Santiago Ventura (ultimo turno)
3. Olivier Patience (primo turno)
4. Pablo Cuevas (Qualificato)

## Qualificati
1. Daniel Muñoz de la Nava
2. Franco Ferreiro

1. Máximo González
2. Pablo Cuevas

## Tabellone

### Legenda
| - Q = Qualificato - WC = Wild card - LL = Lucky loser | - ALT = Alternate - SE = Special Exempt - PR = Protected Ranking | - w/o = Walkover - r = Ritirato - d = Squalificato |

### Sezione 1
|  | Primo turno             | Primo turno             | Primo turno             | Primo turno | Primo turno |  |  | Secondo turno           | Secondo turno           | Secondo turno           | Secondo turno           | Secondo turno           |   |   | Ultimo turno     | Ultimo turno     | Ultimo turno     | Ultimo turno | Ultimo turno |  |
|  |                         |                         |                         |             |             |  |  |                         |                         |                         |                         |                         |   |   |                  |                  |                  |              |              |  |
|  | Lionel Noviski          | Lionel Noviski          | 6                       | 2           | 6           |  |  |                         |                         |                         |                         |                         |   |   |                  |                  |                  |              |              |  |
|  | Juan Martín Aranguren   | Juan Martín Aranguren   | 4                       | 6           | 1           |  |  | Lionel Noviski          | Lionel Noviski          | Lionel Noviski          | 6(4)                    | 2                       |   |   |                  |                  |                  |              |              |  |
|  | Horacio Zeballos        | Horacio Zeballos        | Horacio Zeballos        | 6           | 6           |  |  | Horacio Zeballos        | Horacio Zeballos        | Horacio Zeballos        | 7                       | 6                       |   |   |                  |                  |                  |              |              |  |
|  | Marco Trungelliti       | Marco Trungelliti       | Marco Trungelliti       | 4           | 4           |  |  |                         |                         |                         |                         |                         |   |   | Horacio Zeballos | Horacio Zeballos | Horacio Zeballos | 4            | 6(8)         |  |
|  | Daniel Muñoz de la Nava | Daniel Muñoz de la Nava | Daniel Muñoz de la Nava | 6           | 7           |  |  |                         |                         | Daniel Muñoz de la Nava | Daniel Muñoz de la Nava | Daniel Muñoz de la Nava | 6 | 7 |                  |                  |                  |              |              |  |
|  | Boris Pašanski          | Boris Pašanski          | Boris Pašanski          | 2           | 5           |  |  | Daniel Muñoz de la Nava | Daniel Muñoz de la Nava | Daniel Muñoz de la Nava | 6                       | 6                       |   |   |                  |                  |                  |              |              |  |
|  |                         | Mariano Zabaleta        | Mariano Zabaleta        | 6           | 6           |  |  | Mariano Zabaleta        | Mariano Zabaleta        | Mariano Zabaleta        | 4                       | 1                       |   |   |                  |                  |                  |              |              |  |
|  | 7                       | Olivier Patience        | Olivier Patience        | 3           | 4           |  |  |                         |                         |                         |                         |                         |   |   |                  |                  |                  |              |              |  |

### Sezione 2
|  | Primo turno      | Primo turno           | Primo turno      | Primo turno      | Primo turno |  |  | Secondo turno    | Secondo turno         | Secondo turno         | Secondo turno | Secondo turno |   |   | Ultimo turno    | Ultimo turno    | Ultimo turno    | Ultimo turno | Ultimo turno |  |
|  |                  |                       |                  |                  |             |  |  |                  |                       |                       |               |               |   |   |                 |                 |                 |              |              |  |
|  |                  | Andrea Collarini      | Andrea Collarini | Andrea Collarini | W-O         |  |  |                  |                       |                       |               |               |   |   |                 |                 |                 |              |              |  |
|  | 2                | Sergio Roitman        | Sergio Roitman   | Sergio Roitman   |             |  |  | Andrea Collarini | Andrea Collarini      | 6                     | 3             | 2             |   |   |                 |                 |                 |              |              |  |
|  | Franco Ferreiro  | Franco Ferreiro       | 6                | 4                | 7           |  |  | Franco Ferreiro  | Franco Ferreiro       | 2                     | 6             | 6             |   |   |                 |                 |                 |              |              |  |
|  | Alejandro Fabbri | Alejandro Fabbri      | 3                | 6                | 6(4)        |  |  |                  |                       |                       |               |               |   |   | Franco Ferreiro | Franco Ferreiro | Franco Ferreiro | 6            | 6            |  |
|  | Caio Zampieri    | Caio Zampieri         | 4                | 6                | 6           |  |  |                  |                       | Caio Zampieri         | Caio Zampieri | Caio Zampieri | 3 | 1 |                 |                 |                 |              |              |  |
|  | David Marrero    | David Marrero         | 6                | 4                | 2           |  |  |                  | Caio Zampieri         | Caio Zampieri         | 6             | 6             |   |   |                 |                 |                 |              |              |  |
|  | 5                | Rubén Ramírez Hidalgo | 6                | 3                | 6           |  |  | 5                | Rubén Ramírez Hidalgo | Rubén Ramírez Hidalgo | 3             | 2             |   |   |                 |                 |                 |              |              |  |
|  |                  | Bruno Echagaray       | 2                | 6                | 4           |  |  |                  |                       |                       |               |               |   |   |                 |                 |                 |              |              |  |

### Sezione 3
|  | Primo turno          | Primo turno          | Primo turno          | Primo turno | Primo turno |  |  | Secondo turno | Secondo turno        | Secondo turno | Secondo turno    | Secondo turno    |   |   | Ultimo turno | Ultimo turno    | Ultimo turno    | Ultimo turno | Ultimo turno |  |
|  |                      |                      |                      |             |             |  |  |               |                      |               |                  |                  |   |   |              |                 |                 |              |              |  |
|  | 3                    | Máximo González      | Máximo González      | 6           | 6           |  |  |               |                      |               |                  |                  |   |   |              |                 |                 |              |              |  |
|  |                      | Diego Álvarez        | Diego Álvarez        | 1           | 4           |  |  | 3             | Máximo González      | 6             | 3                | 7                |   |   |              |                 |                 |              |              |  |
|  | Juan-Pablo Brzezicki | Juan-Pablo Brzezicki | Juan-Pablo Brzezicki | 7           | 6           |  |  |               | Juan-Pablo Brzezicki | 0             | 6                | 6(6)             |   |   |              |                 |                 |              |              |  |
|  | Gianluca Naso        | Gianluca Naso        | Gianluca Naso        | 6(3)        | 1           |  |  |               |                      |               |                  |                  |   |   | 3            | Máximo González | Máximo González | 6            | 6            |  |
|  | Juan-Pablo Amado     | Juan-Pablo Amado     | 6                    | 4           | 6           |  |  |               |                      | 6             | Santiago Ventura | Santiago Ventura | 4 | 1 |              |                 |                 |              |              |  |
|  | Marcel Felder        | Marcel Felder        | 3                    | 6           | 1           |  |  |               | Juan-Pablo Amado     | 4             | 6                | 0                |   |   |              |                 |                 |              |              |  |
|  | 6                    | Santiago Ventura     | Santiago Ventura     | 7           | 6           |  |  | 6             | Santiago Ventura     | 6             | 3                | 6                |   |   |              |                 |                 |              |              |  |
|  |                      | Guido Pella          | Guido Pella          | 6(2)        | 0           |  |  |               |                      |               |                  |                  |   |   |              |                 |                 |              |              |  |

### Sezione 4
|  | Primo turno             | Primo turno             | Primo turno           | Primo turno | Primo turno |  |  | Secondo turno | Secondo turno         | Secondo turno         | Secondo turno | Secondo turno |   |   | Ultimo turno | Ultimo turno    | Ultimo turno | Ultimo turno | Ultimo turno |  |
|  |                         |                         |                       |             |             |  |  |               |                       |                       |               |               |   |   |              |                 |              |              |              |  |
|  | 4                       | Daniel Köllerer         | Daniel Köllerer       | 6           | 6           |  |  |               |                       |                       |               |               |   |   |              |                 |              |              |              |  |
|  |                         | João Souza              | João Souza            | 4           | 1           |  |  | 4             | Daniel Köllerer       | 4                     | 6             | 6             |   |   |              |                 |              |              |              |  |
|  | Ricardo Hocevar         | Ricardo Hocevar         | 7                     | 6(5)        | 7           |  |  |               | Ricardo Hocevar       | 6                     | 2             | 4             |   |   |              |                 |              |              |              |  |
|  | Miguel-Angel Lopez Jaen | Miguel-Angel Lopez Jaen | 5                     | 7           | 6(5)        |  |  |               |                       |                       |               |               |   |   | 4            | Daniel Köllerer | 6            | 4            | 5            |  |
|  | Daniel Dutra Da Silva   | Daniel Dutra Da Silva   | Daniel Dutra Da Silva | 6           | 6           |  |  |               |                       | 8                     | Pablo Cuevas  | 1             | 6 | 7 |              |                 |              |              |              |  |
|  | Mariano Puerta          | Mariano Puerta          | Mariano Puerta        | 2           | 3           |  |  |               | Daniel Dutra Da Silva | Daniel Dutra Da Silva | 4             | 1             |   |   |              |                 |              |              |              |  |
|  | 8                       | Pablo Cuevas            | 2                     | 7           | 6           |  |  | 8             | Pablo Cuevas          | Pablo Cuevas          | 6             | 6             |   |   |              |                 |              |              |              |  |
|  |                         | Sebastian Decoud        | 6                     | 5           | 3           |  |  |               |                       |                       |               |               |   |   |              |                 |              |              |              |  |